# Свеучилиште у Мостару
Свеучилиште у Мостару је државни универзитет у Мостару. До рата у Босни и Херцеговини носио је назив Универзитет Џемал Биједић, по истоименом политичару. Међутим, након почетка рата, већинско хрватско становништво града мења му назив и усваја хрватски језик као наставни, замјенивши дотадашњи српскохрватски. Услед тога, Бошњаци су на новом мјесту створили сопствени Универзитет Џемал Биједић у Мостару, који ради и данас.

## Историја
У Мостару и Херцеговини почетак и развој високог школства и школских институција датира с краја 19. века. Коријени високог школства у Мостару везују се за утемељење Фрањевачке богословије која је почела дјеловати 1895. године. Непосредно након Другог свјетског рата, 1950. године у Мостару је почела радити Виша педагошка школа. Потом слиједе Виша техничка школа (1959), Виша пољопривредна школа (1960) те одјељења Правног и Економског факултета који су од 1976. године прерасли у самосталне факултете. Од 1977. па све до 1992. године и више школе и факултети дјелују у оквиру Универзитета Џемал Биједић у Мостару, а службени је језик био српскохрватски. Од 1992. године на Свеучилишту је промијењено име и службени језик. Од тада се назива Свеучилиште у Мостару и умјесто пријашњег српскохрватског уведен је хрватски као службени језик.
Током рата у Босни и Херцеговини, 7. априла 1992. године прекинут је наставни процес јер су на Студентски дом и Економски факултет пале прве гранате. Свеучилиште није радило само у раздобљу од априла до јула 1992. године због сталног гранатирања Мостара. Љетни испитни рокови одржани су на Широком Бријегу за студенте који нису становали у Мостару. Слиједеће двије академске године (1992/93. и 1993/94) настава за прву годину студија организована је у Неуму и Широком Бријегу. Од академске 1994/95. године настава се изводи у дјелимично санираним свеучилишним објектима у Мостару. Након санирања посљедица рата започео је снажни развој Свеучилишта, а Мостар је постао универзитетски град.

## Организација
- Агрономски и прехрамбено-технолошки факултет
- Академија ликовних умјетности
- Економски факултет
- Факултет природословно-математичких и одгојних знаности
- Факултет стројарства, рачунарства и електротехнике
- Факултет здравствених студија
- Фармацеутски факултет
- Филозофски факултет
- Факултет грађевинарства, архитектуре и геодезије
- Медицински факултет
- Правни факултет

## Студенти
| Број студената‍   | Број студената‍ | Број студената‍ | Број студената‍ | Број студената‍ |
| ---------------- | -------------- | -------------- | -------------- | -------------- |
| Академска година |                |                |                | Број студената |
| 1995/96.         | 1995/96.       |                | 3.200          | 3.200          |
| 2004/05.         | 2004/05.       |                | 5.556          | 5.556          |
| 2005/06.         | 2005/06.       |                | 5.864          | 5.864          |
| 2006/07.         | 2006/07.       |                | 6.256          | 6.256          |
| 2007/08.         | 2007/08.       |                | 6.993          | 6.993          |
| 2008/09.         | 2008/09.       |                | 7.767          | 7.767          |
| 2009/10.         | 2009/10.       |                | 8.298          | 8.298          |
| 2011/12.         | 2011/12.       |                | 9.431          | 9.431          |
| 2012/13.         | 2012/13.       |                | 9.896          | 9.896          |
| 2013/14.         | 2013/14.       |                | 11.193         | 11.193         |
| 2014/15.         | 2014/15.       |                | 10.712         | 10.712         |
| 2015/16.         | 2015/16.       |                | 9.966          | 9.966          |
| 2016/17.         | 2016/17.       |                | 9.781          | 9.781          |
| 2017/18.         | 2017/18.       |                | 9.758          | 9.758          |
| 2018/19.         | 2018/19.       |                | 9.418          | 9.418          |
| 2019/20.         | 2019/20.       |                | 8.158          | 8.158          |
| 2020/21.         | 2020/21.       |                | 8.737          | 8.737          |